# محسن الرملي
محسن الرملي كاتب وأكاديمي ومترجم وشاعر عراقي يقيم في إسبانيا. ولد سنة 1967 م في قضاء الشرقاط قرية (سُديرة) شمال العراق. حصل على الدكتوراه، بتقدير ممتاز مع مرتبة الشرف من جامعة مدريد (أوتونوما) بكلية الفلسفة والآداب عن رسالته (تأثيرات الثقافة الإسلامية في الكيخوته) عام 2003 وهو شقيق الكاتب العراقي الراحل حسن مطلك. ويتميز بالكتابة باللغة العربية والإسبانية كما تُرجمت بعض من كتبه ونصوصه إلى العديد من اللغات كالإسبانية، الإنجليزية، الفرنسية، الإيطالية، الألمانية، البرتغالية، التركية، الروسية، القطالانية، الألبانية، الفنلندية والكردية. كما ألقى العديد من المحاضرات، وشارك في العديد من الندوات والأمسيات والمؤتمرات ومعارض الكتاب في العراق والأردن والمغرب وإسبانيا والبرتغال والكويت ولوكسمبورغ وقطر وكولمبيا والجزائر وليبيا والمكسيك وكوستاريكا والإمارات. وفي عام 1997 أسس بالتعاون مع الكاتب عبد الهادي سعدون دار ومجلة (ألواح) في إسبانيا، يعمل حاليًا أستاذ في جامعة سانت لويس الأمريكية في مدريد. كما أقام في الأردن خلال عاميْ 1993-1994 ويقيم في إسبانيا منذ عام 1995.

## الإصدارات الإبداعية
- هدية القرن القادم، قصص، الأردن 1995.
- البحث عن قلبٍ حيّ، مسرحيات، إسبانيا 1997.
- أوراق بعيدة عن دجلة، قصص، الأردن وإسبانيا 1998.
- الفَتيت المُبَعثَر، رواية، القاهرة 2000.
- الفتيت المبعثر، الطبعة الإنكليزية، ترجمة ياسمين حنوش، أمريكا 2003.
- ليالي القصف السعيدة، كولاج سردي وقصص، القاهرة 2003.
- كلنا أرامل الأجوبة، شعر (بالعربية والإسبانية)، إسبانيا 2003.
- كلنا أرمل الأجوبة، شعر (طبعة ثالثة بثلاث لغات: العربية والإنكليزية والإسبانية)، مدريد 2008.
- تمر الأصابع، رواية (باللغة الإسبانية)، مدريد 2008.
- تمر الأصابع، رواية (باللغة العربية)، بيروت 2009.
- نائمة بين الجنود، شعر (بالعربية والإسبانية)، القاهرة 2011.
- برتقالات بغداد وحب صيني، قصص، الأردن 2011.
- حدائق الرئيس، رواية (باللغة العربية)، أبوظبي وبيروت 2012.
- خسارة رابحة، شعر (بالإسبانية)، كوستاريكا 2013.
- أحلى الألغاز، شعر للأطفال (بالعربية)، الإمارات العربية 2015.
- ذئبة الحب والكتب، رواية (باللغة العربية). 2015.
- تحفة السهران، (الأعمال القصصية). 2017.
- أبناء وأحذية، رواية (باللغة العربية). 2018.
- بنت دجلة، رواية، دار المدى، 2020.[5]

## إصدارات مشتركة: (باللغة الإسبانية وغيرها)
- (السلام والكلمة.. آداب ضد الحرب) بالاشتراك مع: خوسيه ساراماغو، أرنستو ساباتو، بيدرو المودوبر.. وغيرهم/ عن دارأوديسا/ مدريد 2003.
- (فضاء الكلمات) بالإسبانية والعربية، بالاشتراك مع: خوان غويتصولو، إلينا ديلغادو، كاظم جهاد، وغيرهم (ترجمة وقراءة صوتية)، إصدار مؤسسة الثقافات الثلاث/ الأندلس/ إسبانيا 2003.
- (عراقيون.. أبو نؤاس وآخرون)، أنطلوجيا، منشورات ميغيل غوميث، ملقا/إسبانيا 2003.
- (قصائد المقاومة للشعبين العراقي والفلسطيني)، دار لاإسبادا إي لابلوما، بوغوتا/كولومبيا2004.
- (قصائد من أجل الصمود وبناء عالم مختلف)، مديين/كولومبيا 2004.
- (لعنة كلكامش.. منتخبات من الشعر العراقي المعاصر)، بالإسبانية والقطالانية، دار لينديكس، برشلونة /إسبانيا 2005.
- (النبيل القوي.. سبع نظرات إلى الكيخوته)، بالإسبانية والفرنسية، مركز أنطونيوماتشادو الثقافي، لوكسمبورغ 2005.
- (المسرح والدين والمجتمع)، دراسات باللغة الإسبانية في بالنسيا/إسبانيا 2005.
- (آداب من دول محور الشر)، بالإنكليزية، دار ذي نيو بريس، نيويورك ولندن 2006.
- (المسرح العربي.. المسيرة والتحديات)، وزارة الثقافة الجزائرية 2007.
- (على اثنين.. ترحال على الحدود)، بالإسبانية، مونيكا سانتش، مدريد 2005.
- (قصائد احتفاء بمفهوم الجمهورية)، بالإسبانية، ملقا 2006.
- (أصوات حية)، بالإسبانية، مختارات طليطلة 2013.
- (سبعة شعراء عرب في إسبانيا)، بالإسبانية، مدريد 2013.
- (حركة الشعر العراقي المعاصر، مستقبل الماضي)، بالإنكليزية، خلود المطلبي، دار هرست وهوك، لندن 2012م.
- (كلمات ضرورية)، بالإسبانية، مدريد 2015.
- (الثقافة جسر بين العوالم)، بأكثر من لغة، زهرة زيراوي، دار نشر فرنسا في باريس 2016م.
- (100 قصيدة عراقية حديثة)، بالصينية، تايوان 2017.
- (سلام.. مختارات من الشعر الحديث /عربي-إسباني)، باللغتين العربية والإسبانية، مدريد 2017.
- (مختارات من شعراء هذا العالم)، بالإسبانية، الأرجنتين 2017م.

## أعمال ترجمها
بدأ بالترجمة ونشرها في الصحافة منذ سنة 1984. وهو عضو في جمعية المترجمين العراقيين منذ سنة 1989. وكذا عضو جمعية المترجمين والكتاب الأسبان 2008.

### من الإسبانية إلى العربية
تَرجَمَ العديد من الكتب الأدبية من اللغة الإسبانية إلى اللغة العربية، ومنها:
- مجموعة (المسرحيات القصيرة) لميغيل دي ثربانتس. الأردن 2001.
- مختارات من الشعر الإسباني في العصر الذهبي. عمان ـ مدريد 2002
- مختارات من القصة الإسبانية في العصر الذهبي. دمشق 2003.
- مسرحية (فوينته أوبيخونا) للوبه دي بيغا. عمان ـ مدريد 2002.
- دراما شعرية (طالب سالامانكا) لخوسيه دي إسبرونثيدا. عمان ـ مدريد 2002.
- (واقع الرواية في العالم المعاصر.. شهادات وقضايا). الإمارات العربية 2003.
- (كاتدرائيات مائية) رواية لخوان ماسانا. مدريد 2005.
- (مختصر تاريخ الأدب الإسباني.. من العصر الوسيط وحتى نهاية القرن العشرين) دراسة (ترجمة مشتركة)، دمشق 2006.
- (صلاح نيازي وأغاني للشعوب التي بلا حمَام) شعر لآنا خوليا غوناليث، مدريد 2007.
- مائة قصيدة كولومبية، مختارات من الشعر الكولومبي المعاصر. دار المدى 2014
- (الأدب الإسباني في عصره الذهبي). دار المدى 2015.

### من العربية إلى الإسبانية
كما ترجم العديد من الكتب الأدبية من العربية إلى الإسبانية، ومنها:
- (أنطولوجيا بابلية) شعر، مدريد 2003.
- (مقاعد) قصائد لإبراهيم نصرالله، مدريد 2001.
- (أسلحة تعبير شامل) مختارات شعرية عراقية، كولومبيا 2008.
- (على ضفاف دجلة) أنطولوجيا الشعر العراقي (ترجمة مشتركة) وزارة الثقافة الفنزويلية 2006.
- (حياة مستعملة) قصائد لصلاح حسن، كوستاريكا 2008.
- (العتب المتبقي) قصائد نجوم الغانم، مدريد 2014.
- كرَّمته الجمعية الدولية للمترجمين واللغويين العرب بشهادة تقديرية سنة 2007.
- له العديد من المقالات التنظيرية والمحاضرات الثقافية العامة والجامعية حول الترجمة بشكل عام وعن الترجمة بين اللغتين العربية والإسبانية بشكل خاص، في أكثر من منبر وبلد.
- تمت استضافته من قبل معرض مدريد الدولي للكتاب سنة 2003 للحديث عن تجربته ضمن محور (مبدعون مترجمون).
- شارك في إعداد وتحرير ملف شامل عن الترجمة خصصته مجلة (ألواح) سنة 1998.
- تَرجم في مؤتمرات وندوات ومهرجانات دولية أبرزها مهرجان الشعر العالمي في كولومبيا، مديين 2006.
- تَرجم ونشر عشرات النصوص الأدبية القصيرة من الإسبانية إلى العربية، تنوعت بين الشعر والقصة والمقالة والتحقيق والحوار وغيرها، ومن بينها نصوص لأسماء معروفة عالمياً أمثال: غارثيا لوركا، بابلو نيرودا، رافائيل ألبرتي، بورخس، ماريو بارغاس يوسا، أوكتافيو باث، خوان غويتصولو، أنطونيو غالا، إيتالو كالفينو، كارلوس فوينتس، خوسيه ساراماغو، كاميلو خوسيه ثيلا، هارولد آالبارادو وغيرهم.
- تَرجم ونشر العديد من النصوص الأدبية القصيرة من العربية إلى الإسبانية، ومن بينها نصوص لكل من: عبد الوهاب البياتي، محمد مهدي الجواهري، نازك الملائكة، عزيز السيد جاسم، إبراهيم نصرالله، عاتكة الخزرجي، عدنان الصائغ، عبد الرزاق الربيعي، صلاح حسن، سعاد الكواري، عيسى حسن الياسري، محمد النبهان، دنيا ميخائيل، كمال سبتي، ريم قيس كبة، صلاح حسن، شاكر لعيبي، محمود البريكان، منى كريم، عقيل علي، جمال جمعة، كولالة نوري، عبد الكريم كاصد، سهام جبار، حميد العقابي، عبد الخالق كيطان، محمد مظلوم، محمد تركي النصار، داوود سلمان محمد، حمد الدوخي وغيرهم.

## في المسرح
كانت البدايات في أواخر السبعينات ومطلع الثمانينات مع المسرح المدرسي والجامعي تأليفاً وتمثيلاً وإخراجاً. قُدمت مسرحيته (البحث عن قلب حي) في:
- مهرجان الشمال الرابع في إربد/الأردن سنة 1993.
- مهرجان فلادليفيا الرابع للمسرح الجامعي في الأردن سنة 2004.
- مهرجان أيام المسرح للشباب في الكويت سنة 2005، وحاز العرض على أربع جوائز.
- مهرجان المسرح العُماني الثاني من قبل فرقة الفن الحديث، مسرحية الافتتاح 2006.
- مهرجان القاهرة الدولي للمسرح التجريبي الدورة الثامنة عشر 2006.
- أصدر كتابه (البحث عن قلبٍ حيّ) نصوص مسرحية، إسبانيا 1997.
- كتب بالاشتراك مع الإسبانية إلينا ديلغادو، مسرحية (باب الجنة) لصالح مؤسسة تاكوارا 1998.
- شارك في ملتقى بالديغنا الدولي للدراما، بورقته (المسرح العراقي بين دِينين واحتلالين) 2004. وصدرت الورقة ضمن كتاب (المسرح والدين) باللغة الإسبانية في بالنسيا/إسبانيا 2005.

ـ شارك تمثيلاً في عرض (ساحة جامع الفنا) بالإسبانية والعربية، المأخوذ عن رواية (مقبرة) لخوان غويتيسولو وإخراج إلينا ديلغادو، مدريد 2002.
ترجَم من الإسبانية إلى العربية الأعمال المسرحية التالية:
- مجموعة (المسرحيات القصيرة) لميغيل دي ثربانتس. الأردن 2001.
- مسرحية (فوينته أوبيخونا) للوبه دي بيغا.عمان ـ مدريد 2002.
- دراما شعرية (طالب سالامانكا) لخوسيه دي إسبرونثيدا. عمان ـ مدريد 2002.
- تُرجمت مسرحيته (البحث عن قلب حي) إلى الإسبانية من أجل تقديمها في كولومبيا 2007.
- تُرجمت مسرحيته (البحث عن قلب حي) إلى الإنكليزية 2007.
- الفنان والمخرج العراقي المعروف كريم جثير وفي مقال له في صحيفة (المغترب) العدد 322 الصادرة في كندا 2000 قال عن مسرحيته (النائحة) التي نشرت في مجلة (المدى) العدد 22 دمشق 1998:«إن ما يحسب لمحسن الرملي وقبل كل شيء هو اختياره لشخصية النائحة، المرأة التي تتخذ من الحزن وظيفة بندبها ألآخرين في المآتم، وحسب علمي أن الرملي هو أول من ينتبه إلى هذه الشخصية ويجعلها في نص مسرحي». وعن مسرحية (حية عادل) التي نشرت في مجلة (المدى) العدد 20 دمشق 1998 :«تتم الإشارة فيها إلى سرقة الثورات أو البطولات.. وقد أتاح رمز الأفعى مرتكزاً غنياً في تحميل الدلالات لما تمثله الأفعى من رمز كبير في التاريخ البشري، وبشكل خاص في الميثولوجيا والأديان..».

له العديد من المقالات المتعلقة بالمسرح نقداً وتنظيراً باللغتين العربية والإسبانية، ومحاضرات أكاديمية عن المسرح العراقي. شارك تمثيلاً في الفلم السينمائي القصير (مقبرة) تأليف وإخراج عبد الهادي سعدون، مدريد 2007. له اهتمامات أخرى بالرسم والسينما (حاز على جائزة الدعم الأوربية لتطوير كتابة السيناريو1996 عن السيناريو الذي كتبه مع المخرج الإسباني أنطونيو كونيسا). والتلفزيون (عمل 1996 ـ 1997 كمعد ومقدم لبرنامج (نافذة المغترب) والذي يضم ضمن فقراته زاوية عن المسرح العربي، مع المخرج مزاحم العبد الله، في قناة كواترو كامينوس المحلية/مدريد).
كما شارك ضمن فعاليات المهرجان الوطني للمسرح المحترف في الجزائر، الدورة العربية، ضمن الملتقى العلمي: المسرح العربي.. المسيرة والتحديات 2007.

## جوائز
1. جائزة الطلبة والشباب للقصة القصيرة (تقديرية)/بغداد 1988.
2. جائزة الطلبة والشباب للقصة القصيرة (الأولى/مناصفة)/بغداد 1989.
3. جائزة مجلة الشرق الأوسط للقصة القصيرة، لندن 1996.
4. جائزة أركنسا/ أمريكا 2002 عن الترجمة الإنكليزية لروايته (الفتيت المبعثر).

## معلومات أخرى
- بدأ النشر سنة 1983.
- عمل في الصحافة (كاتباً ومراسلاً ومحرراً ثقافياً) في العراق والأردن وإسبانيا. وله عشرات المواد المنشورة في الصحافة الثقافية والمجلات المختصة الرصينة العربية داخل الوطن العربي وخارجه، وفي بعض الصحف والمجلات الإسبانية (مثل: الموندو، إنيه، آدي تياترو، بوث دي غاليثيا، آمانيثير، ميل هيستورياس، ميرادا ليمبيا، كرونيكاس، السيغلو الأوربي...) وصحف أمريكا اللاتينية. وتنوعت المواد بين: مقالات وتحقيقات ومقابلات وترجمات ونصوص.
- عضو جمعية الكتاب والفنانيين الأسبان.
- عضو جمعية الكتاب المحترفين الأسبان.
- عضو جمعية الصحفيين الدولية في إسبانيا.
- شارك في ندوة (الرواية والمستقبل) ضمن فعاليات مهرجان الدوحة الثقافي 2006.
- اعتبره الملحق الثقافي المعروف لصحيفة الموندو الإسبانية بأنه "واحد من أهم الروائيين والمسرحيين العراقيين المعاصرين وأحد أبرز مترجمي كلاسيكيات الأدب الإسباني إلى العربية)، وذلك في العدد الصادر بتاريخ 20 آذار 2003.
- كتب العديد من المقدمات لكتب مبدعين آخرين، مثل: الروائي الليبي محمد الأصفر، القاص المغربي أحمد العبدلاوي، الشاعر الكويتي محمد النبهان، الروائي العراقي حسن مطلك..
- كتب العديد من المقالات النقدية في الرواية والقصة ومنها ما يتعلق بالزمان في الرواية، شخصية المترجم في الرواية، المكان، التقنية، رواية الخيال العلمي وغيرها.
- له اهتمامات أخرى بالرسم والسينما (حاز على جائزة الدعم الأوربية لتطوير كتابة السيناريو1996 عن السيناريو الذي كتبه مع المخرج الإسباني أنطونيو كونيسا). والتلفزيون (عمل 1996 ـ 1997 كمعد ومقدم لبرنامج (نافذة المغترب) مع المخرج مزاحم العبد الله، في قناة كواترو كامينوس المحلية/مدريد.
- شارك تمثيلاً في عرض (ساحة جامع الفنا) بالإسبانية والعربية، المأخوذ عن رواية (مقبرة) لخوان غويتيسولو وإخراج إلينا ديلغادو، مدريد 2002.
- شارك تمثيلاً في الفلم السينمائي القصير (مقبرة) تأليف وإخراج عبد الهادي سعدون، مدريد 2007.
- تُرجمت بعض كتبه ونصوصه إلى اللغات: الإسبانية، الإنكليزية، الفرنسية، الإيطالية، الألمانية، الربتغالية، التركية، الروسية، القطالانية، الألبانية، الفنلندية والكردية.
- ألقى العديد من المحاضرات، وشارك في ندوات وأمسيات ومؤتمرات ومعارض الكتاب في العراق والأردن والمغرب وإسبانيا والبرتغال والكويت ولوكسمبورغ وقطر وكولمبيا والجزائر وليبياوالمكسيك والإمارات.
- أسس سنة 1997 مع الكاتب عبد الهادي سعدون دار ومجلة (ألواح) في إسبانيا.
- يعمل حالياً أستاذ في جامعة سانت لويس الأمريكية في مدريد.
- أقام في الأردن خلال عاميْ 1993-1994.
- يقيم في إسبانيا منذ عام 1995.

## مدونات
ـ مدونة بالعربية: http://alramliarabic.blogspot.com/
ـ مدونة بالإسبانية والإنكليزية ولغات أخرى: http://muhsinalramli.blogspot.com/